# فيليبي نيري فرانكو
فيليبي نيري فرانكو (بالإسبانية: Felipe Neri Franco Duarte)‏ هو لاعب كرة قدم ومدرب كرة قدم باراغواياني في مركز الهجوم، ولد في 26 مايو 1959 في أسونسيون في باراغواي. لعب مع أوليمبيا أسونسيون وسيرو بورتينيو ونادي إلتشي ونادي ليبرتاد.